# سایوکان
سایوکان یک سبک رزمی ترکیه‌ای است که با بهر ه‌گیری از سبک کاراته آشیارا و کوراش ابداع شد و در سال ۲۰۰۵ به ثبت جهانی رسید.

## سایوکان فنی و ساختار آموزشی
سایوکان سیستم دفاع شخصی است و راه دفاع در برابر یک نفر می‌باشد. سایوکان آنالیز شده امتحان شده و مورد موشکافی قرار گرفته و به عنوان یک شاخه اصلی از هنرهای رزمی به وسیله اساتید هنرهای رزمی فدراسیون جهانی پذیرفته شده‌است. در این سیستم اهمیت با تکنیکهای شخصی نیست بلکه با بکارگیری جنبه‌های فکری می‌باشد. مهم به نمایش درآوردن تکنیکها نیست بلکه بکارگیری فطری آنهاست که اهمیت دارد. در به کارگیری تکنیکها می‌بایست عکس‌العمل فطری نقش داشته باشد و نباید شامل جزئیات زیاد به خصوصی باشد. در سایوکان دو برنامه آموزشی وجود دارد:

### سیستم دفاع شخصی
- ۱ سیستم دفاع شخصی جدید این آموزش برای دوره زمانی کوتاه ۱۰۸ ساعت جهت یادگیری استراتژی دفاع شخصی می‌باشد در این دوره کوتاه با وضعیت واقعی روبرو خواهید شد و در دفاع از خودتان به صورت فیزیکی و فکری موفق خواهید شد. اگر شخص دارای قابلیت بالای تکنیکی نباشد این مانع از بکارگیری استراتژی گوشین سایوکان نخواهد شد در خیابان جائیکه خیلی از سیستم‌ها دچار نقصان می‌شوند سایوکان تضمین دفاع شخصی بوده و می‌تواند به‌طور کامل به کار رود. سایوکان برای کسانی که علاقه‌مند به هنرهای رزمی بوده‌اند ولی تعلیم آن را ندیده‌اند یا نتوانسته‌اند آن را یاد بگیرند و نیاز به مشوق در این امر را داشته‌اند ایدال می‌باشد. آن می‌تواند توسط افراد با سن متوسط و بالاتر بدون هیچ مشکلی آموزش دیده شود. سیستم حمله یک به یک˛ یک به چند˛ با سلاح و بدون سلاح به کار گرفته و استفاده شود. برنامه‌های کوهای ˛ سمپای˛ کوتو سمپای برنامه‌های آموزشی هستند و دانشجویانی که برنامه سمپای را به اتمام رسانده‌اند کمربند مشکی دان ۱ را دریافت خواهند کرد.

### سیستم ناک دان
- ۲ سیستم ناک دان این در طبقه سیستم‌های فول کنتاکت جهانی می‌باشد. در مبارزه هیچ گونه پوشش محافظتی پوشیده نمی‌شود. در این سیستم مجدداً توانایی فطری جهت پاسخگویی به حمله حریف توسعه می‌یابد. حملات حریف بدون به‌کارگیری سیستم‌های پیچیده جواب داده می‌شود با عکس‌العمل فطری فرونشانده خواهد شد. جزئیات زیادی برای مقابله با حریف وجود ندارد اما کارهای بخصوصی انجام می‌گردد. الان دیگر استفاده از جزئیات زیاد تکنیکی مؤثر نمی‌باشد مسابقاتی که با سایر سیستم‌ها برگزار می‌شود شامل: کیوکوشین کای کان˛ آشیهارا کای کان˛ سئیدو کان˛ شیدو کان˛ انشین کای کان˛ یوشی کای کان˛ اویاما (شیگرو اویاما) کاراته، کیک بوکسینگ

## تاکتیک‌ها
سایوکان تلفیقی از تکنیکهای انفرادی و گروهی دست و پا که از ورزش‌های مختلف رزمی پیشرفته و فنون مبارزات آماتور و حرفه‌ای می‌باشد. سایوکان دارای سیستم‌های مبارزاتی مختلف می‌باشد.
- ۱ سایوکان-(لایت کنتاک)
- ۲ سایوکان-(سمی کنتاکت) بدون لوکیک و کلیه تکنیکهای پا از کمربند به بالا
- ۳ سایوکان-(فول کنتاکت ناک اوت)

تبصره۱: آماتور به صورت امتیازی و ناک دان و ناک اوت می‌باشد. حرفه‌ای سیستم فول کنتاکت بدون امتیاز (ناک اوت). دفاع شخصی به صورت انفرادی. : سلف دفنس (SELF DENSE) سیستم دفاع شخصی که شامل درگیری‌های نزدیک و پرتابها و همچنین درگیرهای تن به تن و گروهی که شامل نمایش انفرادی و دسته جمعی که حرکات کیک بوکسینگ حرفهای در قسمت مربوط نشان داده می‌شود.
- ۴ دفاع شخصی گروهی. سلا ح‌های سرد. ج: انواع سلاحهای سرد که شامل فورم اسلحه (WEAPONS FORMS): ناچکو، سای، چوب و شمشیر و سانچکو که مربوط به سبک فوق می‌باشد. (که دارای تکنیک به صورت انفرادی و دسته جمعی می‌باشد)
- ۵ نمایشهای انفرادی و گروهی

تبصره ۲: سایوکان می‌تواند طبق اساس‌نامه فدراسیون جهانی در کلیه رویدادها مسابقات داخلی و خارجی رشته‌های: کیوکوشین - سیدوکان – آشیهارا - شیدو کان - انشین - کیک بوکسینگ و…